# Productalius
Productalius  là một chi bướm đêm thuộc họ Crambidae. Chi này chứa duy nhất một loài, Productalius tritaeniellus, được phát hiện tại Madagascar.